# أحمد خاتمي (أستاذ)
أحمد خاتمي (بالفارسية: احمد خاتمی)، أستاذ اللغة والأدب الفارسي إيراني من مواليد 1956 ومدير القطب العلمي لتاريخ الأدب الفارسي - جامعة الشهيد بهشتي.

## الخبرات التدريسية[2]
- 1985 – 1992 / جامعة آزاد الإسلامية.
- - 1992 / جامعة الشهيد بهشتي.
- 2002 / المشاركة والتدريس في الدورات القصيرة الامد لتطوير اساتذة اللغة والأدب الفارسي في جامعات الهند / نيودلهي.
- 2003 / المشاركة والتدريس في الدورات القصيرة الامد لتعليم اللغة الفارسية في جورجيا / جامعة تفليس الحكومية.

## الدرجات العلمية المكتسبة
- 2002 / حائز على الدرجة الاسمى في المهرجان الثاني لنهج البلاغة على مستوى الجامعات الإيرانية الذي ينعقد كل عامين.
- 2006 / الباحث الأفضل عن جامعة الشهيد بهشتي في اقسام العلوم الإنسانية (مع التكريم من قبل وزارة التعليم العالي الإيرانية).
- 2007 / الباحث الأفضل عن كلية الآداب والعلوم الإنسانية.
- 2008 / الأستاذ المتميز عن كلية الآداب والعلوم الإنسانية.
- 2009 / الباحث الأفضل عن اقسام العلوم الإنسانية – جامعة الشهيد بهشتي.
- 2010 / الباحث الأفضل عن كلية الآداب والعلوم الإنسانية – جامعة الشهيد بهشتي.
- 2011 / الأستاذ الأفضل على إيران في اقسام العلوم الإنسانية.
- 2011 / الباحث الأفضل على إيران في اقسام العلوم الإنسانية.

## البحوث العلمية المنشورة
- 1989 / علامات من الاسلوب الهندي في شعر شعراء عصر العودة الأدبية الأول " تنمية تدريس الادب الفارسي، تهران: منظمة البحث والتخطيط التعليمية.
- 1993 / نبذ الحبيب " تنمية تدريس الأدب الفارسي، طهران: منظمة البحث والتخطيط التابعة للتربية والتعليم.
- 1997 / الاتجاهات الأدبية الإيرانية المعاصرة، مجلة الأدب المعاصر، طهران.
- 1997 / عد الكتابة أفضل من الكلام، مجلة الأدب المعاصر، طهران.
- 1999/«نظام علم الكلام في كلام الشاعر نظامي» مجلة العلوم الإنسانية (علمية – بحثية)، كلية الآداب – جامعة الشهيد بهشتي، العدد 26.
- 2001/ دقائق نثر مظفر الدين شاه في كتاب الاسفار الثاني " مجلة مرآة التراث، العدد 15 .
- 2001/ المضامين السياسية والاجتماعية في شعر النظام الدستوري " مجلة متخصصة في التاريخ المعاصر، طهران: مؤسسة دراسات التاريخ الإيراني المعاصر.
- 2002 / الشك ام الإنكار؟ (دراسة مختصرة لافكار الخيام الكلامية مستندة على الرباعيات)" مجلة العلوم الإنسانية (علمية – بحثية) كلية الاداب والعلوم الإنسانية – جامعة الشهيد بهشتي، العدد 33 .
- 2002 / نظرة على شعر الثورة الإسلامية " المجلة البحثية لفكر الثورة الإسلامية، السنة الأولى، العدد الثالث.
- 2003 / كأس القصة " " تنمية تدريس اللغة والأدب الفارسي، طهران: منظمة البحث والتخطيط التعليمية. العدد 66 .
- 2005 / فوائد كشف الاسرار من اقوال واعمال الإمام علي (ع) " المجلة البحثية المعلوماتية نهج البلاغة، العدد 13 و 14 .
- 2005 / ملاحظات حول شعر سيد اشرف الدين الحسيني (نسيم الشمال)" مطبوعة ضمن مجموعة مقالات شاعر الناس، طهران: دار سخن للنشر.
- 2005 / خصائص النثر الصحفي " المجلة الثقافية، طهران: المركز البحثي للعلوم الإنسانية والدراسات العدد 55 .
- 2006 / مباني الواقعية في الادب القصصي" بالتعاون مع على تقوي، المجلة العلمية البحثية، البحث في اللغة والأدب الفارسي، طهران: المركز البحثي للعلوم الإنسانية والدراسات الاجتماعية - الجهاد الجامعي.
- 2007 / دراسة كلامية للنبوة الخاصة في حديقة سنائي " المجلة العلمية البحثية - البحث في اللغة والادب الفارسي، طهران: المركز البحثي للعلوم الإنسانية والدراسات الاجتماعية - الجهاد الجامعي.
- 2007 / الخصائص اللغوية للجامي في نفحات الانس " مجلة علمية - بحثية تابعة لكلية الآداب والعلوم الإنسانية - جامعة طهران.
- 2007 / لاتدركه الابصار وكل الابصار له «دراسة كلامية لمسئلة رؤية الله ووجهة نظر مولانا)» المجلة الثقافية، طهران: مركز بحوث العلوم الإنسانية والدراسات الثقافية.
- 2008 /«ترجمات الأستاذ شهيدي» طهران: المجلة العلمية البحثية نهج البلاغة - النهج.
- 2008 /«الأعشاب الطبية في اشعار الحكيم سنائي» المجلة العلمية البحثية الطب والتزكية، طهران: وزارة الصحة.
- 2008 / التراث الروحي (نظرة في آثار الأستاذ سيد جعفر شهيدي)" مجلة العلوم الإنسانية البحثية - جامعة الشهيد بهشتي.
- 2008 / استعراض آداب العلاقات الزوجية والعائلية في شاهنامة الفردوسي" مجلة ابحاث الاسرة، طهران: جامعة الشهيد بهشتي.
- 2008 / استعراض مصادر ومآخذ الأحاديث المدرجة في تاريخ فاتح العالم للجويني " مجلة اللغة والادب، طهران: جامعة العلامة الطباطبائي.
- 2008 / مقدمة حول الرسالة الشطرنجية لعلاء الدولة السمناني ونصها المحقق (حسب طبعة كامبرج)" مجلة الدراسات العرفانية، جامعة كاشان.
- 2008 / صانع فخار الدهر......(دراسة مختصرة لافكار الخيام الكلامية مستندة على الرباعيات)" مجلة كتاب الشهر الادبية، العدد 13 .
- 2009 / حول الفردوسي والشاهنامه " مجلة كتاب الشهر الأدبية، العدد 25 .
- 2009 / رواية عاشوراء (نظرة في رواة واقعة عاشوراء)" مجلة كتاب الشهر الادبية، العدد 33
- 2009 / وجهات النظر الكلامية لنظامي جنجوي " مجلة كتاب الشهر الأدبية، العدد 34
- 2009 / الحكومة واوصاف الحكام في المثنوي " النشرة العلمية البحثية لجمعية اللغة والادب الفارسي.
- 2009 / دراسة كلامية ((الكلام الإلهي)) ووجهة نظر المولوي في المثنوي " المجلة العلمية البحثية البحث في اللغة الفارسية، جامعة يزد.
- 2009 / لماذا لم تطرح سيرة الأبطال بعد الشاهنامة؟ " (بالتعاون مع علي جهانشاهي) طهران: المجلة العلمية البحثية - الادب العرفاني وعلم الاساطير.
- 2009 / نظرة حول اسباب العودة الادبية من باب نظرية فوكو الخطابية "(بالتعاون مع عيسى امن خاني ومنا علي مددي) طهران: مجلة تاريخ الأدب – المجلة العلمية البحثية العلوم الإنسانية - كلية الآداب والعلوم الإنسانية – جامعة الشهيد بهشتي.
- 2009 / محمد خواري «مقلد ام مبدع» (بالتعاون مع على جهنشاهي) طهران: مجلة تاريخ الأدب - المجلة العلمية البحثية العلوم الإنسانية - كلية الآداب والعلوم الإنسانية – جامعة الشهيد بهشتي.
- 2010 / جاء الربيع وذهب شهر اسفند (النوروز في الثقافة الإيرانية - الإسلامية) مجلة كتاب الشهر الأدبية، العدد 36
- 2010 / من بناء المعنى إلى بناء الرباعي "(بالتعاون مع عيسى امن خاني ومنا على مددي) المجلة العلمية البحثية – البحث في اللغة والادب الفارسي، العدد 16، ربيع 2010
- 2010 / ادبيات الثورة الإسلامية وملاحظات حولها " في كتاب الأدب القصصي، الدفاع المقدس والهوية الإيرانية – الإسلامية. مركز بحوث العلوم الإنسانية والدراسات الاجتماعية – الجهاد الجامعي.
- 2010 / شواخص النثر الديني للاثار الفارسية في العهد الصفوي " (بالتعاون مع محمد تقي جهاني) مجلة تاريخ الادب، العدد 3/64، ربيع 2010.
- 2010 / دراسة بنيوية لـ (حروب القرابة) في منظومات (رستم وسهراب)، (برزونامه)، (جهانجير نامه) " (بالتعاون مع علي جهانشاهي) المجلة العلمية البحثية – بحث في اللغة والأدب الفارسي، العدد الثامن عشر، خريف 2010
- 2011 / التعريف بنثر ((الجلالية في علم الإنشاء)) (بالتعاون مع علي جهانشاهي افشار). المجلة المتخصصة في علم اساليب النظم والنثر (ربيع الأدب)(علمية – بحثية)، السنة الرابعة، العدد الأول، ربيع 2011 .
- 2011/ محضر مولانا " (بالتعاون مع نيلوفر توكلي) مجلة تبحث في الشعر التعليمي والغنائي للغة والادب الفارسي (علمية – بحثية)، الاعداد الثمانية المتتالية صيف 2011 .
- 2011/ الغزالي وتكامل الشريعة والطريقة بالاعتماد على كيمياء السعادة "(بالتعاون مع فرهاد شاكري) مجلة تاريخ الأدب العدد 3 / 65 صيف 2010 .
- 2011/ التشابه الاسلوبي بين شعر شاملو ونثر تاريخ البيهقي "(بالتعاون مع مصطفى ملك بائين) مجلة تاريخ الادب، العدد 3/ 66 خريف 2010 نشرت شتاء 2011 .
- 2011/ فحوى كلام وتر الموسيقى الكلاسيكية بالتاكيد على اثار ناصر خسرو النثرية. (بالتعاون مع الدكتور محمد غلامرضايي وفرزاد بالو) المجلة البحثية اللغة والادب الفارسي (الجوهر الناطق) السنة الخامسة – العدد الرابع شتاء 2011 .
- 2011/ وصايا عنصر المعالي قابوسنامه ومقارنتها مع اصول التربية (بالتعاون مع غلام رضا رفيعي) مجلة بحوث الادب التعليمي، العدد الثاني عشر – الدوار الثالث – شتاء 2011 .

## البحوث ومجموعة من المقالات المطبوعة في دوار احياء ذكر العلماء
- 1995/ مسالة الإمامة - دراسة كلامية، في حفل احياء ذكرى الدكتور مشكور ((السعي المشكور)) " طهران، بايا للنشر.
- 1995/ التعليم والتربية في ديوان حافظ، مجموعة مقالات يوم ذكرى حافظ " شيراز مؤسسة فارس شناسي.
- 2006/ المضامين العرفانية في شعر الخاقاني " مطبوع في دوار احياء ذكر العلماء ضمن مجموعة مقالات الشعر الأذربيجاني، جامعة اروميه.
- 2007/ الحديث في أحاديث المثنوي " مجموعة مقالات مجلة مولانا البحثية - (الجزء الثالث) مولانا والدين. شيراز: جامعة شيراز.
- 2008/ خصائص نثر بيدل في ((الرقعات)) مجموعة مقالات ادبية ضمن ندوة مدرسة اصفهان " طهران: أكاديمية فنون الجمهورية الإسلامية الإيرانية.

## الكتب المنشورة
- 1991 / «معجم علم الكلام» طهران: صبا
- 1994 /«شرح مشكلات تاريخ فاتح العالم للجويني» طهران: بايا للنشر، اعيد طبعه عام 2001 .
- 1994 / «تاريخ الادب الإيراني في عصر العودة الادبية منذ سقوط الدولة الصفوية حتى استقرار الثورة الدستورية (مجلدان» طهران: بايا للنشر، اعيد طبعه عام 2003 .
- 1995 / «بحث في نثر ونظم عصر العودة الادبية» طهران: بايا للنشر.
- 2001 /«منتخب حديقة سنائي» طهران: بايا للنشر، اعيد طبعه عام 2006 .
- 2002/«معجم موضوعي لنهج البلاغة» طهران: دار سروش للنشر، اعيد طبعه عام 2008 .
- 2003 /«مقابلة وتصحيح منطق الطير للشيخ فريد الدين عطار النيشابوري» طهران: دار سروش للنشر، اعيد طبعه عام 2006.
- 2004 / معجم موضوعي القران الكريم " (ثلاثة مجلدات) طهران: مكتب نشر الثقافة الإسلامية، اعيد طبعه عام 2005، الطبعة الثالثة 2006، الطبعة الرابعة 2007 .
- 2006/ عصر العودة والاسلوب الهندي" طهران: أكاديمية الفن للنشر.
- 2007/ "ترجمة، وتكملة واستعراض مصادر ومآخذ احاديث المثنوي اثر الأستاذ بديع الزمان فروزانفر، طهران: مكتب نشر الثقافة الإسلامية. اعيد طبعه عام 2008 .
- 2008/ نسخة منقحة مع شرح كامل لكتاب تاريخ فاتح العالم للجويني (ثلاثة مجلدات) طهران: علم للنشر
- 2008/ كتاب الاسفار الثاني لمظفر الدين شاه لاروبا (مع مقدمة وتوضيحات وفهارس) طهران: شهر للنشر
- 2009/ ميثاق الحكمة والحكومة " طهران مؤسسة نهج البلاغة.
- 2010/«ايراننا» طهران: شهر للنشر.
- 2010/ مجموعة موضوعية لدواوين الشعر الفارسي (22 مجلد) طهران: شهر للنشر
- 2010/ منتخب لبحوث مجلة كتاب الشهر الأدبية حول النقد الأدبي " مع تقديم واشراف الدكتور احمد خاتمي، طهران: بيت الكتاب.
- 2011 / منتخب لمقالات وحوارات مجلة كتاب الشهر الادبية حول الثورة الإسلامية (2007-2009)" تقديم واشراف الدكتور أحمد خاتمي، طهران: بيت الكتاب.
- 2011/ سماوات اً خری (دليل بحثي في المثنوي) مركز النشر الجامعي.
- 2012/ نص كامل ومصحح لمثنوي المولوي، مع تقديم وايضاحات.

## تاليف جزء من كتاب
- 2007/ تاثير ونفوذ الشاهنامة في ميدان اللغة والأدب " في كتاب الاسطورة نص تصنع الهوية (حضور الشاهنامة في الأدب والثقافة الإيرانية) الدار العلمية والثقافية للنشر

## الاثار المعدة للنشر
- نص مصحح وشرح كامل لتاريخ وصاف (بالتعاون مع الأستاذ جليل تجليل).
- مواضيع المثنوي
- معجم الأدب القصصي الإيراني المعاصر
- تاريخ الأدب الإيراني المعاصر (خمسة مجلدات)
- معجم اعلام الأشخاص في تاريخ الأدب الفارسي

## عضوية المراكز العلمية والبحثية
- 1996-1997 / عضو مجلس تعيين سياسات المجمع العلمي لتعليم اللغة الفارسية.
- 1989 - 2000/ عضو المجلس العلمي لثقافة الناس، مركز دراسات إذاعة وتلفزيون الجمهورية الإسلامية.
- 2000/عضو لجنة تامين الكتب التعليمية والبحثية كلية الآداب جامعة الشهيد بهشتي.
- 2002- 2005 /عضو المجلس الأعلى للتخطيط، قسم العلوم الإنسانية جامعة آزاد الإسلامية.
- 2002- 2005 / مدير لجنة الأدب الفارسي والمجلس التخطيطي لاقسام العلوم الإنسانية.
- 2003/ عضو مجلس دراسة نصوص العلوم الإنسانية، مركز بحوث العلوم الإنسانية والدراسات الاجتماعية.
- 2003-2004 /عضو لجنة وضع أسئلة الماجستير منظمة التقييم.
- 2003 -2005 / عضو مجلس نشر اللغة الفارسية، منظمة الثقافة والعلاقات الإسلامية.
- 2005 / عضو المجلس العلمي لمؤتمر تكريم ملك الشعراء بهار – جامعة طهران.
- 2005 -2006 /عضو المجلس العلمي ومدير قسم الآداب للمؤتمر الدولي مدرسة اصفهان، أكاديمية الفنون.
- 2006 / عضو والمدير العلمي لمجلس الآداب العلمي – المكتبة الوطنية الإيرانية.
- 2006-2011 / عضو المجلس البحثي لجامعة الشهيد بهشتي.
- 2007 / العضو العلمي للمجلس الأدبي – مدرسة شيراز، أكاديمية الفنون.
- 2007/ عضو لجنة اللغة والأدب الفارسي، مكتب نشر وتخطيط التعليم العالي. وزارة العلوم والبحوث والتكنولوجيا.
- 2007/ عضو اللجنة العلمية لقسم اللغة والأدب لمهرجان الفارابي الدولي - وزارة العلوم والبحوث والتكنولوجيا.
- 2007/ عضو اللجنة المتخصصة بمنح الاوسمة الحكومية ((الأدب الفارسي)) وزارة العلوم والبحوث والتكنولوجيا.
- 2007/ عضو قسم اللغة والأدب الفارسي لجنة العلوم الإنسانية، الفنون والمعارف الإسلامية، لجنة وضع الخطط العلمية للدولة، مركز بحوث العلوم الإنسانية والدراسات الاجتماعية.
- 2007-2009/ عضو هيئة المتميزين – جامعة الشهيد بهشتي.
- 2008-2009/ عضو ومدير المجلس العلمي للغة والأدب للمؤتمر الدولي الثقافة والفن في العصر القاجاري أكاديمية الفنون.
- 2010/ عضو اللجنة المتخصصة بنشر العلوم الإنسانية لوزارة العلوم والبحوث والتكنولوجيا.
- 2011/ عضو دائم لكرسي الأدب وعلم اللغة هيئة دعم المنظرين، النقد والنقاش
- 2011 / عضو المجلس العلمي لقسم ادآب الثورة الإسلامية – أكاديمية اللغة والأدب الفارسي.

## النشاطات في نشر المجلات الرصينة
- 1997 – 1999 / صاحب امتياز ومديرالمجلة الشهرية المتخصصة بالأدب المعاصر.
- 2002 / عضو مجلس تحرير مجلة البحث في اللغة والأدب الفارسي، مركز بحوث العلوم الإنسانية والدراسات الاجتماعية – الجهاد الجامعي.
- 2002/ عضو مجبس تحرير مجلة نهج البلاغة البحثية، مؤسسة نهج البلاغة.
- 2004-2009 / عضو مجلس تحرير المجلة العلمية البحثية العلوم الإنسانية، كلية الآداب والعلوم الإنسانية جامعة الشهيد بهشتي.
- 2004 / عضو مجلس تحرير المجلة الفصلية البحث في اللغة والأدب الفارسي، جامعة يزد.
- 2007 – 2011 / رئيس تحرير مجلة كتاب الشهر الأدبية، بيت الكتاب.
- 2008 / رئيس تحرير مجلة النهج الفصلية (مؤسسة نهج البلاغة)
- 2009/ رئيس تحرير مجلة إيران والإسلام الفصلية، منظمة الوثائق والمكتبة الوطنية
- 2009/ عضو مجلس تحرير المجلة العلمية البحثية تاريخ الأدب، كلية الآداب والعلوم الإنسانية – جامعة الشهيد بهشتي
- 2009/ عضو لجنة تحرير مجلة رسالة النور، جامعة بيام نور.
- 2009/ عضو لجنة تجرير مجلة التاريخ الطبي (تعلمية – بحثية)
- 2009/ عضو لجنة تحرير مجلة مولانا البحثية، جمعية الحكمة والفلسفة
- 2011/ رئيس تحرير مجلة المعارف.
- 2011/ عضو المجلس البحثي، مركز بحوث اللغة والأدب الفارسي، مركز بحوث العلوم الإنسانية.

## المشاريع البحثية المنجزة
- 1996- 1997 / اعداد وتدوين تقارير قصيرة للكتابة الصحيحة في الصحف (لاكثر من عشرين عددا). هيئة الصحافة التابعة لوزارة الثقافة والإرشاد الإسلامي.
- 1998/ العلمانية في الصحافة بتوصية من مركز بحوث الثقافة والفكر الإسلامي.
- 1998/ تاليف كتاب درسي في الأدب المعاصر. بتوصية من مركز التربية الفكرية للاطفال والناشئين.
- 2001/ معجم المعادل الفارسي لالفاظ نهج البلاغة / مؤسسة نهج البلاغة.
- 1998-2004 / تدوين ديوان موضوعي في الشعر الفارسي (22 مجلد) بتوصية من مركز دراسات الإذاعة والتلفزيون بالتعاون مع دار سروش للنشر.
- 2004 / عناوين بحثية وفق وصايا وارشادات القائد. بتوصية من مركز بحوث الثورة الإسلامية.
- 2004 / فهرس عناوين بحثية في مجال الآداب والفنون / مركز بحوث الثورة الإسلامية.
- 2005-2006 / دراسة تاثير الأدب الإنجليزي على الأدب الإيراني المعاصر / بعثة بحثية في جامعة كامبرج – بريطانيا.
- 1998 - 2005 / تاريخ الأدب الإيراني المعاصر من الثورة الدستورية إلى الثورة الإسلامية (خمسة مجلدات) بتوصية من مؤسسة تاريخ إيران المعاصر. 2007-2009 / منتخب وشرح للشاهنامه. بتوصية من قبل أكاديمية الفنون.
- 2007 / بحث حول حياة سعدي / بتوصية من قناة فلم.
- 2007-2009/ علم الاساليب النثرية للمدرسة الشيرازية. بتوصية من أكاديمية الفنون .
- 2009/ كتاب درسي في الأدب الإيراني المعاصر للطلبة الاجانب . بتوصية من قبل مؤسسة الثقافة والعلاقات الإسلامية .
- 2008-2010 / بيلوغرافيا تاريخ الأدب في العهد الصفوي والعودة الأدبية . بتوصية من القطب العلمي لتاريخ الأدب الفارسي – جامعة الشهيد بهشتي .

## المشاركة في التجمعات العلمية الداخلية
- 1998 / مؤتمر سلمان ساوجي . ساوه، عنوان البحث: بحث في شعر سلمان ساوجي.
- 2000 / مؤتمر الخيام الدولي . (الجهة المنظمة: اليونسكو) نيشابور، عنوان البحث: تاملات في عقائد الخيام الكلامية .
- 2000 / ندوة اساتذة اللغة والأدب الفارسي . جامعة شيراز، عنوان البحث: وضع الأدب المعاصر في الجامعات .
- 2004 / مشهد الشعر الفارسي الإيراني المعاصر . جامعة طهران، عنوان البحث: شعر الثورة الإسلامية .
- 2004 / مؤتمر الإمام علي (ع). طهران: مؤسسة نهج البلاغة، عنوان البحث: فوائد كشف الاسرار للميبدي من نهج البلاغة .
- 2006 / تكريم الشيخ محمود الشبستري . طهران: مؤسسة الحكمة والفلسفة البحثية، عنوان البحث: المعاني لاتاتي داخل الألفاظ ابدا .(تاملات في التاويلات العرفانية من الايات القرانية للشيخ محمود الشبستري .
- 2006 / تكريم الذكرى المئوية للثورة الدستورية الإيرانية . طهران: مجلس الشورى الإسلامي، عنوان البحث: تاثير الثورة الدستورية على الأدب الفارسي .
- 2006 / المؤتمر الدولي لمدرسة اصفهان . طهران واصفهان، أكاديمية الفنون، عنوان البحث: خصائص نثر بيدل في الرقعات .
- 2007 / تكريم الحكيم أبو القاسم الفردوسي . طهران: أكاديمية الفنون، عنوان البحث: الحكمة والفن في الشاهنامة.
- 2007 / مؤتمر المولوي والدين. شيراز: جامعة شيراز ومؤسسة الحكمة والفلسفة البحثية، عنوان البحث: دراسة أحاديث المثنوي .
- 2007 / المؤتمر الدولي لتكريم مولانا جلال الدين محمد البلخي الرومي في ذكرى مرور ثمانمائة عام على ولادته . طهران: عنوان البحث: المعارف الدينية والعلامات الفنية للمولوي في المثنوي .
- 2008/ تجمع مدرسة شيراز: الجهة المنظمة: أكاديمية الفنون) شيراز، عنوان البحث: التردد المقارن للتراكيب والألفاظ الخاصة في البوستان والجلستان من وجهة نظر علم الاساليب.
- 2008 / المؤتمر الوطني الثالث في بائولوجيا الاسرة، عنوان الخطاب: آداب العلاقات الزوجية والاسرية في شاهنامة الفردوسي .
- 2009 / مؤتمر مناطقي لنظامي الجنجوي في جامعة آزاد الإسلامية . عنوان البحث: الأفكار الكلامية في شعر نظامي .
- 2009 / مؤتمر الآداب والفنون . عنوان البحث: امتزاج الفنون والاداب (طبع في دوار ملخص البحوث)، أكاديمية الفنون وجامعة الشهيد بهشتي .
- 2010 / مؤتمر شمس التبريزي الدولي . السجية، عنوان البحث: علامات من حوادث نبذ الحبيب في ديوان شمس .
- 2010 / مؤتمر النشر الدولي . مركز النشر الجامعي والمكتبة الوطنية الجمهورية الإسلامية الإيرانية . عنوان البحث: نشر نصوص الأدب الفارسي والهوية الوطنية .
- 2011 / مؤتمر العلوم الإنسانية، مركز بحوث العلوم الإنسانية، طهران، عنوان البحث: استخدام العلم ودور العالم .

## المشاركة في التجمعات العلمية الدولية
- 1997 / مؤتمر شاه إسماعيل الصفوي . أذربيجان، باكو، عنوان المحاضرة: التصوف في عهد الصفوية .
- 1999 / مؤتمر الخيام والجامي . فرنسا، استراسبورغ، عنوان المحاضرة: دقائق نثر الجامي في النفحات.
- 1999 / مركز بريطانيا الإسلامي . لندن عنوان المحاضرة: افكار محورية في التصوف والعرفان .
- 1999 / مركز توحيد البريطاني . لندن، لغة التصوف .
- 2004 / مركز نشر اللغة الفارسية . بريطانيا، لندن عنوان المحاضرة: عن عطار .
- 2006 / المؤتمر الدولي ((جورجيا ومدرسة اصفهان)) تفليس ، عنوان المحاضرة: الشعراء الناطقين بالفارسية في العهد الصفوي .
- 2007 / مؤتمر اللغة التركية والفارسية ، قبرص . جامعة (emu)، عنوان المحاضرة: تاثير اللغة التركية في اللغة الفارسي
- 2010 / مؤتمر المثنوي الدولي . جامعة عليجرة الإسلامية . الهند ، عنوان المحاضرة: تاملات في قصص المثنوي .

## الاشراف على اطاريح طلبة الدكتوراه – جامعة الشهيد بهشتي
- 2006 / أكبر شاميان ساروكلايي ، تمثيل وتحليل في الشعر الإيراني المعاصر بدءا من عام 1921 – 1978 . أستاذ مستشار .
- 2010/ أحمد عزتي برور ، الموازنة بين العالم الصغير والعالم الكبير في النصوص النثرية الفارسية ، للقرون 5، 6,7 أستاذ مستشار .
- 2010/ محمد تقي جهاني حاجه سو ، دراسة النصوص النثرية الدينية في العهد الصفوي . أستاذ مشرف .
- 2010/ علي جهانشاهي افشار ، تصحيح الرسالة الجلالية في علم الإنشاء . أستاذ مشرف .
- 2010/ عليرضا شوهاني ، تحليل بنية ومحتوى رواية الدفاع المقدس . أستاذ مستشار .
- 2011/ فحوى كلام وتر الموسيقى الكلاسيكية بالتاكيد على اثار ناصر خسرو النثرية . أستاذ مستشار .
- 2011/ منا علي مددي ، تصنيف القوالب الرئيسية للشعر الفارسي (قصيدة ، رباعي ، مثنوي ، قطعة ، غزل) أستاذ مشرف .
- 2011/ سيد مهدي الطبأطبائي ، معجم تحليلي لتراكيب وتعابير غزليات بيدل / أستاذ مستشار .
- 2011/ فريدون أكبر شلدره ، دراسة ونقد مناهج واساليب تدريس اللغة الفارسية / أستاذ مشرف .
- 2011/ فرشته جعفري ، دراسة مقارنة عامة للعرفان الغنوسي والعرفان الإسلامي / أستاذ مشرف.
- 2011/ معصومه طالبي ، مورفولوجيا المنظومات الحماسية بعد الشاهنامة (بهمن نامه ، غرشاسب نامه ، برزونامه ، بانو جشسب نامه) أستاذ مستشار .
- 2011/ مجغان اصغري طرقي ، تحليل اداء المؤسسات الأدبية والثقافية في العهد التيموري وتاثيرها على اللغة والأدب الفارسي / أستاذ مشرف .

## البعثات البحثية
- 2005- 2006 / جامعة كامبرج ، بريطانيا ، الموضوع: دراسة تاثير الأدب الإنجليزي في الأدب الفارسي المعاصر .

## الابتكارات والابداعات
- 2008 / الفارسية في الاخبار ، خاص بالدورات المتقدمة لتعليم اللغة الفارسية للاجانب " المكتبة الوطنية.

## المسؤوليات التنفيذية في جامعة الشهيد بهشتي
- 1997 – 1998 / مدير قسم اللغة والأدب الفارسي – الدراسات المسائية – جامعة الشهيد بهشتي .
- 2006 – 2011 / مدير المكتبة المركزية – جامعة الشهيد بهشتي .
- 2006 / مدير القطب العلمي تاريخ الأدب الفارسي – جامعة الشهيد بهشتي .
- 2011 / عميد كلية الآداب والعلوم الإنسانية – جامعة الشهيد بهشتي .